# Opuntia lasiacantha

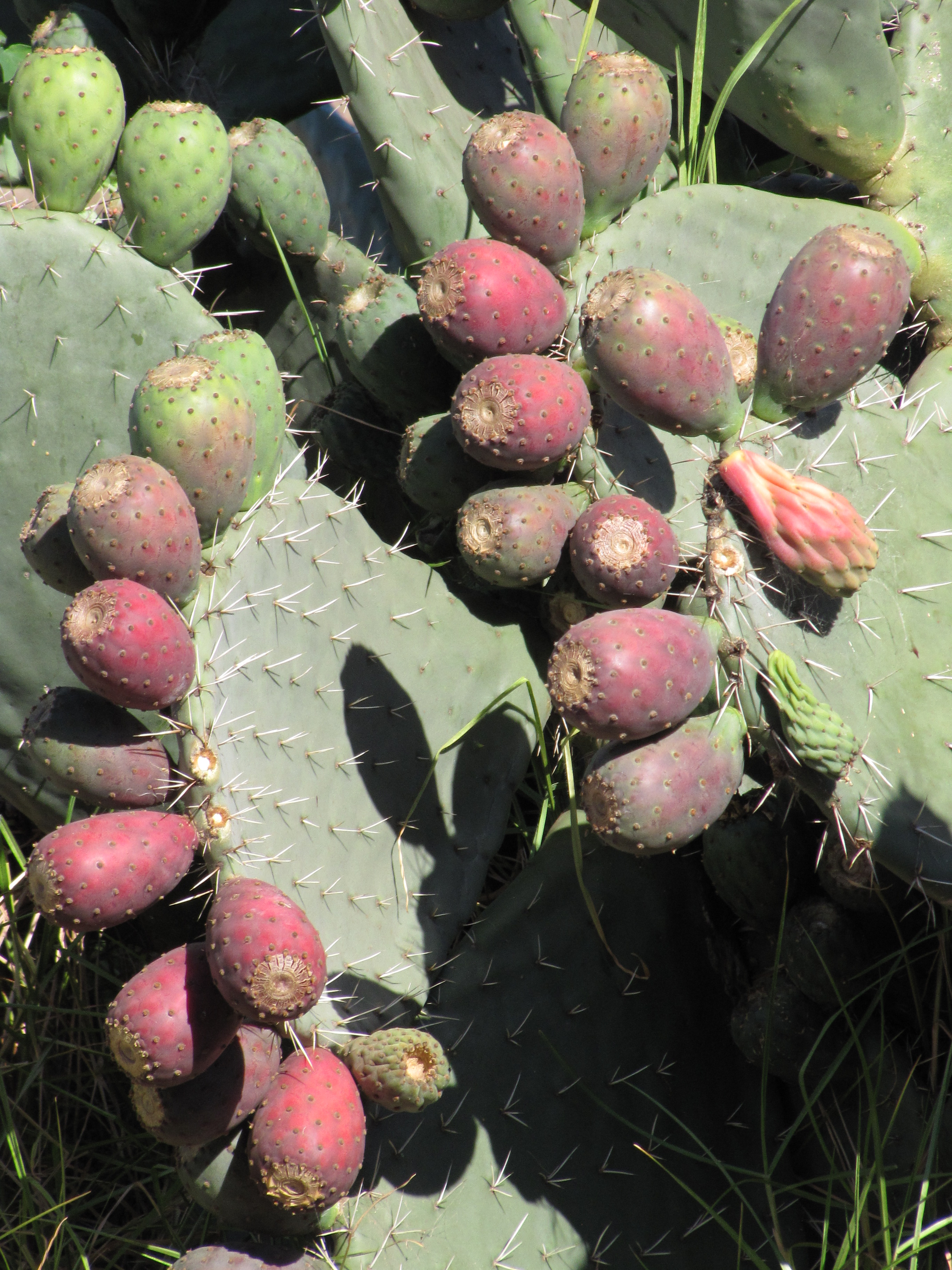
Früchte

Opuntia lasiacantha ist eine Pflanzenart in der Gattung der Opuntien (Opuntia) aus der Familie der Kakteengewächse (Cactaceae). Das Artepitheton lasiacantha leitet sich von den griechischen Worten lasios für ‚haarig‘ sowie akanthos für ‚Dorn‘ ab und verweist auf die dünne Bedornung der Art. Spanische Trivialnamen sind „Nopal“ und „Nopal de Cerro“.

## Beschreibung
Opuntia lasiacantha wächst strauchig oder baumförmig mit meist von der Basis her erscheinenden, aufrechten Zweigen und erreicht Wuchshöhen von 0,5 bis 4 Meter. Die grünen, kahlen, nicht gehöckerten, verkehrt eiförmigen bis elliptischen Triebabschnitte sind 18 bis 30 Zentimeter lang und 12,5 bis 17 Zentimeter breit. Die kleinen  Areolen stehen 2 bis 3 Zentimeter voneinander entfernt. Die auffällig gelben Glochiden sind 2 bis 4 Millimeter lang. Die ein bis drei schwach pfriemlichen bis nadeligen, abstehenden bis rückwärts gerichteten, geraden, weißlichen oder gelben Dornen vergrauen im Alter.
Die gelben bis orangefarbenen Blüten erreichen eine Länge von 5 bis 7 Zentimeter. Die verkehrt kegelförmigen, grünlich gelben, rötlich überhauchten Früchte sind essbar. Sie sind mit Glochiden und Dornen besetzt, 3,5 bis 4,5 Zentimeter lang und weisen Durchmesser von 2 bis 3 Zentimeter auf.

## Verbreitung, Systematik und Gefährdung
Opuntia lasiacantha ist in Mexiko in Höhenlagen von 1400 bis 2600 Metern weit verbreitet.
Die Erstbeschreibung erfolgte 1837 durch Ludwig Georg Karl Pfeiffer. Nomenklatorische Synonyme sind Opuntia megacantha var. lasiacantha (Pfeiff.) A.Berger (1905) und Opuntia megacantha f. lasiacantha (Pfeiff.) Schelle (1926).
In der Roten Liste gefährdeter Arten der IUCN wird die Art als „Least Concern (LC)“, d. h. als nicht gefährdet geführt. Die Entwicklung der Populationen wird als stabil angesehen.

## Nachweise